# 新井哲夫
新井 哲夫（あらい てつお、1951年2月 - ）は、日本の教育学者。専門は美術教育。群馬大学名誉教授。

## 略歴
- 1951年2月　埼玉県で出生。
- 1969年３月　埼玉県立川越高等学校卒業
- 1974年3月　多摩美術大学美術学部絵画学科（油画）卒業
- 1988年3月　横浜国立大学大学院教育学研究科美術教育専攻修了
- 1988年3月　教育研究表彰(財団法人日本教育研究連合会)受賞

群馬大学教育学部教授、群馬大学教育学部附属小学校校長（兼任）、明治学院大学心理学部教育発達学科教授を歴任。現在、群馬大学名誉教授。

## 研究分野
- 『思春期の美術教育に関する研究』
- 『創造主義の美術教育に関する研究』

- 『図画工作・美術科における鑑賞教育に関する研究』
- 『小・中学校における美術教育に関する授業研究』

他

## 著書・論文

### 著書
- 『造形教育事典』(共著) （建帛社、1991年）
- 『現代造形美術実践指導全集第６巻』(共著) （日本教育センター、1988年）
- 『中学校美術科　絵画・彫刻』(共著) （明治図書 、1991年）
- 『小学校図画工作科教育の研究』(共著) （建帛社、1993年）
- 『図画工作・美術教育研究』(共著) （教育出版、1994年）
- 『中学校美術授業づくりの基礎・基本』(編著) （日本文教出版、1996年）
- 『久保貞次郎を語る』（共著） （文化書房博文社 、1997年）
- 『中学校美術の新しい展開-新学習指導要領の解説と実践-』(共著) （日本文教出版、1999年）
- 『小学校図画工作科指導の研究』(共編著) （建帛社、2000年）
- 『新訂図画工作・美術教育研究』(共編著) （教育出版、2000年）
- 『絵画の教科書』（共著） （日本文教出版、2001年）
- 『新版造形教育実践全集　第７巻　美術鑑賞の新しい試み』（共著）（日本教育図書センター、2002年）
- 『図工・美術の鑑賞指導』（共著） （日本文教出版、2004年）
- 『現代教育方法事典』（共著） （図書文化、2004年）
- 『日本美術の授業─東京国立博物館の名品による鑑賞授業の手引き─』（共著） （日本文教出版、2006年）
- 『小学校図画工作科の指導』（共編著）（建帛社、2010年）
- 『木水奥右衛門（育男）指導画集』（共著）（木水奥右衛門（育男）指導画集鯖江実行委員会、2011年）
- 『教育発達学の構築─心理学・教育学・障害科学の融合─』（共著）（風間書房、2015年）
- 『美術科教育における授業研究の進め方』（共著）（美術科教育学会、2017年）
- 『思春期の美術教育─造形表現の質的転換期とその課題』（編著）（日本文教出版、2018年）
- 『美術教育学の現在から』（共著）（ブックウェイ、2018年）

### 論文
- 『描画の発達と「主題」意識』　美術教育学 （学術雑誌、1989年）
- 『様式の不在としての描画の危機-思春期における描画の危機をめぐって-』　美術教育学 （学術雑誌、1990年）
- 『表現活動と子どもの意思決定』　アートエデユケーション （学術雑誌、1989年）
- 「久保貞次郎の美術教育論（1）—『児童画の見方』と美術教育論の形成過程—」 美術教育学 （学術雑誌、1993年）
- 『久保貞次郎の美術教育論（2）—その『創造性』の概念をめぐって—』 美術教育学 （学術雑誌、1995年）
- 『久保貞次郎・美術教育関連著作年譜—「久保貞次郎の美術教育論」資料—』　群馬大学教育学部紀要（研究紀要、1995年）
- 『久保貞次郎の美術教育論（3）—教師論の行方—』 群馬大学教育学部紀要（研究紀要、2001年）
- 『久保貞次郎の美術教育論（4）—美術教育の方法論をめぐって—』 藝術教育学（学術雑誌、2001年）
- 『久保貞次郎の児童画評価─久保貞次郎の美術教育論(5)─』 　群馬大学教育学部紀要（研究紀要、2004年）
- 『子どもの絵の評価をめぐって─久保貞次郎の美術教育論(6)─』　群馬大学教科教育学研究（研究紀要、2004年）
- 『霜田静志の美術教育─大正期における造形主義の美術教育─』　第二次美術教育ぐんま塾年報2004（2005年）
- 『北川民次と創造主義の美術教育─我が国における児童中心主義の美術教育（1）─』　群馬大学教育学部紀要（研究紀要、2006年）
- 『ウィリアム・ジョンストンと思春期の美術教育─我が国における児童中心主義の美術教育（2）─』　群馬大学教育学部紀要（研究紀要、2007年）
- 『ヴィクター・ローエンフェルドと思春期の美術教育─我が国における児童中心主義の美術教育（3）─』　群馬大学教育学部紀要（研究紀要、2008年）
- 『大勝恵一郎と「青年期」の美術教育─「青年期」の内面の要求と造形表現学習との統合─』　第三次美術教育ぐんま塾年報2008（研究紀要、2009年）
- 『鯖江中央中学校及び武生第三中学校における木水育男の美術教育─思春期の子どもを対象とした「創造主義の美術教育」の展開─』　第三次美術教育ぐんま塾年報2010（研究紀要、2011年）
- 『思春期における絵画表現に関するハワード・ガードナーの解釈めぐって─H. ガードナーによる描画の発達研究に関する検討─』　第三次美術教育ぐんま塾年報2011（研究紀要、2012年）
- 『図画工作・美術科教育に求められる専門的力量形成に関する研究（1）─図画工作・美術科教育に求められる専門的力量とは？─』　美術教育学（学術雑誌、2013年）
- 『創造美育運動に関する研究（1）─「創造美育運動」とは何か？─』　美術教育学（学術雑誌、2014年）
- 『美術教育ぐんま塾の試み─図画工作・美術の専門家としての自己確立をめざして─』　第四次美術教育ぐんま塾年報2014（研究紀要、2015年）
- 『創造美育運動における戦前・戦後の連続性と非連続性─創造美育運動に関する研究（2）─』　美術教育学（学術雑誌、2016年）
- 『久保貞次郎と欧米視察旅行─1930年代末における視察旅行の意義と旅行に至る背景の解明を中心に─』　美術教育学（学術雑誌、2019年）

他多数

## 所属学会
- 美術科教育学会
- 大学美術教育学会